# Madżid Dżahandide
Madżid Dżahandide (pers. مجید جهاندیده; ur. 7 sierpnia 1968) – irański zapaśnik w stylu klasycznym. Olimpijczyk z Barcelony 1992, gdzie zajął jedenastą lokatę w kategorii 52 kg.
Brązowy medal mistrzostw Azji w 1992. Czwarty w Pucharze Świata w 1990 roku.